# جون ستوسيل
جون فرانك ستوسيل (بالإنجليزية: John Frank Stossel)‏ (من مواليد 6 مارس 1947) هو إعلامي ومقدم برامج تلفزيونية أمريكي، ومؤلف ومحلل ، معروف بحياته المهنية على كل من ABC News و Fox Business Channel.
يجمع أسلوب ستوسيل بين التقارير والتعليقات. إنه يعكس فلسفة سياسية تحررية ووجهات نظر حول الاقتصاد التي تدعم إلى حد كبير السوق الحرة. بدأ حياته المهنية في الصحافة كباحث في KGW-TV، وكان مراسلًا للمستهلكين في WCBS-TV في مدينة نيويورك، ثم انضم إلى ABC News كمحرر ومستهلك في Good Morning America. ذهب ستوسيل ليكون مراسل ABC News، وانضم إلى برنامج مجلة الأخبار الأسبوعية 20/20 ، ليصبح مذيعًا مشاركًا. في أكتوبر 200، غادر Stossel ABC News للانضمام إلى قناة Fox Business. استضاف برنامجًا إخباريًا أسبوعيًا على Fox Business ، Stossel من ديسمبر 2009 إلى ديسمبر 2016.

## وصلات خارجية
- جون ستوسيل على موقع IMDb (الإنجليزية)
- جون ستوسيل على موقع الموسوعة البريطانية (الإنجليزية)
- جون ستوسيل على موقع إن إن دي بي (الإنجليزية)
- جون ستوسيل على موقع قاعدة بيانات الفيلم (الإنجليزية)